# كارل سوندكويست
كارل سوندكويست (بالإنجليزية: Carl Sundquist)‏ هو دراج على المضمار أمريكي، ولد في 24 نوفمبر 1961 في إنديانابوليس في الولايات المتحدة.

## وصلات خارجية
- كارل سوندكويست على موقع أرشيف الدراجات (الإنجليزية)
- كارل سوندكويست على موقع أوليمبيديا (الإنجليزية)